# Công chúa Peach
Công chúa Peach, hay còn gọi là Princess Peach Toadstool là một nhân vật hư cấu trong loạt Mario của Nintendo, Miyamoto Shigeru là người sáng tạo ra cô và giới thiệu lần đầu trong Super Mario Bros. bản gốc năm 1985. Cô là công chúa và là người cai trị Vương quốc Nấm, cư trú trong lâu đài cùng với Toad.
Là nhân vật nữ chính trong loạt, vai trò của Peach thường là thiếu nữ gặp nạn hoặc thi thoảng chu cấp vài sự giúp đỡ cho Mario. Đôi khi cô là một nhân vật có thể điều khiển được trong một số trò chơi chính thống như Super Mario 3D World. Trong Princess Toadstool's Castle Run và Super Princess Peach, cô vừa là nhân vật chính vừa là nhân vật người chơi.
Cô là một trong những nữ nhân vật chính nổi tiếng nhất trong lịch sử trò chơi điện tử, và là nhân vật nữ xuất hiện nhiều nhất trong trò chơi điện tử.

## Khái niệm và sáng tạo

Biểu tượng vương miện của Peach

Hình dáng ban đầu của Peach được Miyamoto Shigeru phác họa. Miyamoto sau đó đã yêu cầu Kotabe Yōichi vẽ lại Peach theo hướng dẫn của ông với yêu cầu là Kotabe hãy vẽ đôi mắt của cô để trông "giống một con mèo con". Với ảnh hưởng của Kotabe, Công chúa Peach đã thay đổi đáng kể trong toàn bộ hệ thống sau này.
Ở Nhật Bản, tên của Peach luôn là Princess Peach (ピーチ姫 Pīchi-Hime, Princess Peach) kể từ lần đầu ra mắt trong Super Mario Bros. gốc vào năm 1985, nhưng cô đã được bản địa hóa thành "Princess Toadstool" trong sách hướng dẫn bằng tiếng Anh. Phiên bản tiếng Anh của Yoshi's Safari, phát hành năm 1993, có cách sử dụng tên "Peach" đầu tiên ở phương Tây, mặc dù cô ấy được gọi là Princess Toadstool trong Wario Land: Super Mario Land 3, phát hành năm 1994. Trong Super Mario 64 phát hành năm 1996, cô sử dụng cả hai tên trong một bức thư gửi cho Mario, ký tên là "Peach". Từ trò chơi Mario Kart 64 năm 1996 trở đi, tên Peach được sử dụng trong các phiên bản phương Tây.
Peach không phải là nhân vật có thể điều khiển được trong New Super Mario Bros. Wii vì không tìm thấy cơ chế thỏa đáng để sử dụng trang phục của cô, tuy nhiên, cô là nhân vật chính trong Super Princess Peach và là nhân vật có thể điều khiển được trong hầu hết spin-off của Mario như Mario Party, Mario Kart, và cả các trò chơi thể thao.

## Tổng quan
Peach là công chúa của Vương quốc Nấm. Trong lâu đài của cô là những Vệ binh Hoàng gia được biết đến với cái tên thuộc hạ nấm. Peach lần xuất hiện là trong Super Mario Bros. (1985) với tư cách là NPC, trong đó cô bị Bowser bắt đi và Mario phải giải cứu cô ấy. Tuy nhiên, trò chơi gợi ý rằng Peach không bất lực vì cô ấy là người duy nhất có khả năng phá vỡ lời nguyền ám vào Vương quốc Nấm. Trong Super Mario Bros. 2, cô đã trở thành một nhân vật có thể chơi được.

### Trong các phương tiện khác
Trong loạt phim hoạt hình của DiC, cô luôn được gọi là Công chúa Toadstool, vì cái tên Peach chưa được sử dụng ở phương Tây cho đến khi Yoshi's Safari ra mắt vào năm 1993, và cô có mái tóc màu đỏ thay vì màu vàng. Không giống như trong các trò chơi điện tử, cô thỉnh thoảng có thể sử dụng các vật phẩm tăng sức mạnh như Tanooki Leaf. Người lồng tiếng cho cô là Jeannie Elias trong The Super Mario Bros. Super Show! Và Tracey Moore trong hai phần tiếp theo, The Adventures of Super Mario Bros. 3 và Super Mario World.
Anya Taylor-Joy là người lồng tiếng cho Peach trong bộ phim chuyển thể năm 2023 là The Super Mario Bros. Movie. Việc tuyển lựa diễn viên, cùng với dàn diễn viên chính còn lại đã được công bố thông qua Nintendo Direct tháng 9 năm 2021. Trong một cuộc phỏng vấn vào tháng 10 năm 2021, Anya bày tỏ sự háo hức khi được đảm nhận vai diễn này: "Ồ, thật thú vị. [...] Điều tuyệt vời nhất là tôi có thể nói rằng tôi đang làm bài tập về nhà, công việc hoặc nghiên cứu chỉ bằng cách chơi game . [...] Lượng fan hùng hậu như vậy, đương nhiên là phải làm rồi."

### Vai trò khách mời
Peach từng xuất hiện với vai trò khách mời trong các trò chơi không phải dòng Mario. Cô ấy là một nhân vật khách mời có thể chơi được trong các trò chơi trên GameCube cũa hãng Electronic Arts như NBA Street V3và SSX on Tour. Cô xuất hiện trên một bức tranh ở Lâu đài Hyrule trong The Legend of Zelda: Ocarina of Time. Xe kart đồ chơi của Peach có thể điều khiển được trong game Nintendogs, phiên bản Labrador and Friends. Trong  The Legend of Zelda: Link's Awakening, bức ảnh của cô ấy được gửi cho Mr. Write với cái tên "Christine" viết bên dưới. Trong Kirby Super Star, cô xuất hiện tại đấu trường của King Dedede và trong minigame Megaton Punch. Trong Kirby Super Star Ultra, cô xuất hiện ở nhà thi đấu Dedede. Vương miện của cô ấy là món đồ sưu tầm trong Pikmin 2, được gắn nhãn "Điều kỳ diệu không thể nói ra". Trong Donkey Kong Country 2: Diddy's Kong Quest, Cranky Kong gián tiếp đề cập đến cô trong một số bài lan man về Bảo tàng Khỉ của anh.

## Tiếp nhận

Công chúa Peach như được mô tả trong Super Mario Strikers.

### Người chơi
Trong một cuộc thăm dò ý kiến độc giả trên trang web Nhật Bản Super Smash Bros., Peach được xếp hạng là nhân vật được yêu cầu nhiều thứ 2 cho Super Smash Bros. Melee với 66 phiếu bầu. Một cuộc thăm dò ý kiến độc giả trên Official Nintendo Magazine đã đánh giá cô là nhân vật nữ vĩ đại thứ hai; tạp chí nói rằng "một số có thể coi là cô ấy có một chút vô dụng nhưng chúng tôi sẽ để cô cảm thấy thoải mái vì việc giải cứu cô luôn rất vui". Năm 2011, độc giả của Guinness World Records Gamer's Edition đã bình chọn cô là nhân vật trò chơi điện tử thứ 44 mọi thời đại. Trong một cuộc thăm dò trên trang web Redex năm 2020, cô được bình chọn là nhân vật nổi tiếng thứ 2 trong loạt Mario Kart. Nữ diễn viên Brie Larson nói "Tôi hào hứng với ý tưởng thúc đẩy một trò chơi cá nhân cho Princess Peach. Tôi nghĩ nó đã quá lâu rồi. Hãy đưa Peach lên đó, hãy cho cô ấy tỏa sáng".

### Giới phê bình
SyFy đã đưa Peach vào danh sách "Những nữ anh hùng trò chơi điện tử vĩ đại nhất mọi thời đại", nói rằng "thật tuyệt khi có những nhân vật nữ cứng rắn như nhiều người khác trong danh sách này, nhưng thật tuyệt khi có một nhân vật bao trùm sức mạnh của một phụ nữ cao." GameDaily mô tả Princess Peach là một" người phụ nữ lý tưởng ngọt ngào hết mức có thể "trong danh sách" những đứa trẻ nên hoặc không nên gặp mẹ của bạn". Trang web đã xếp cô ấy ở vị trí thứ 48 trong Danh sách 50 cô gái hấp dẫn nhất, tuyên bố rằng cô ấy là kiểu người "trầm lặng 'nhanh nhẹn, đến và giải cứu tôi', nhưng trong Mario Strikers Charged, cô ấy hoàn toàn biết cách hành động với trang phục thể thao nóng bỏng và cho các chàng trai thấy ai mới là trùm ở đây". Biên tập viên của IGN, Matt Casamassina nhấn mạnh "Những sự đoan chính của Nintendo có thể sẽ làm chính họ cũng ngạc nhiên với trang phục của Peach, bộ trang phục thể hiện nhiều tính cách hơn những gì chúng ta từng thấy trước đây". IGN đánh giá cô là 8 trong số 10 công chúa đáng để giải cứu. The New York Times cho biết cô "gan dạ cũng như duyên dáng" và điều đó "độ peachiness của cô ấy chưa bao giờ làm bất kỳ ai thất vọng: cô có thể chơi thể thao, thông minh và mạnh mẽ, nhưng cũng đáng yêu và đa giới tính, là đối tượng mà bậc phụ huynh theo chủ nghĩa hậu kỳ đang nhắm đến". Gaming Debugged đã liệt kê Peach ở vị trí số 1 trong danh sách "10 công chúa trong trò chơi điện tử" hàng đầu của họ, gọi cô là "Công chúa của tất cả các công chúa" và cho biết "Cô ấy có vẻ ngoài thơ ngây và thích hợp với màu hồng, nhưng cô ấy chắc chắn xứng là nữ hoàng trong vương quốc của chúng ta". Manolith đã liệt kê cô ấy trong số "25 nhân vật nữ chính trong trò chơi điện tử nóng bỏng nhất", trích dẫn trang phục trong Strikers. S. Williams của tạp chí Momzone đã tuyên bố cô là "hình mẫu phụ nữ độc đáo nhất trong làng game", với lý do cô khiêm tốn và quyến rũ. UGO xếp cô ấy thứ chín trong danh sách "11 cô gái hàng đầu trong trò chơi điện tử ". Electronic Gaming Monthly xếp cô thứ 10 trong số Mười chính trị gia hàng đầu trong trò chơi điện tử. Cô lọt vào danh sách Những người hư cấu giàu nhất năm 2007 của tạp chí Forbes, với khối tài sản xấp xỉ 1,3 tỷ đô la Mỹ. Kotaku dành riêng cho bài viết "Công chúa Peach là nhân vật xuất sắc nhất trong Super Mario Bros. 2". GameDaily đã liệt kê cô ấy trong số những cô gái tóc vàng nóng bỏng nhất trong trò chơi điện tử, với lý do xuất hiện trong các trò chơi thể thao như Super Mario Strikers và SSX on Tour; trong Mario Smash Football, cô mặc một chiếc áo crop top màu hồng, hở phần eo và quần đùi màu hồng. Ngoài ra còn nằm trong danh sách "thiếu nữ hay gặp nạn" trong số 25 nguyên mẫu trò chơi điện tử, với lý do là Peach thường xuyên bị bắt cóc. Polygon xếp cô hạng 4 trong số 73 đấu sĩ của Super Smash Bros. Ultimate trong danh sách "từ rác thải đến vinh quang".
Gamer's Red Carpet của Destructoid đã cho cô ấy điểm D, gọi chiếc váy hồng của cô ấy là "khủng khiếp", trái ngược với Công chúa Daisy với điểm B + và Rosalina với điểm A +. IGN gọi Peach là "toàn cười và thể hiện sự lịch sự" nhưng lại gán cô ấy là một trong những nhân vật kỳ lạ nhất trong Mario do cô liên tục bị bắt cóc. IGN sau đó đã tuyên bố "khi cô ấy không nhìn chằm chằm vào hư vô thì trông cô ấy có vẻ khá đáng yêu", tuy nhiên thực tế là "Mario có thể biến thành anh hùng thu thập tất cả 120 Power Stars trong khi cứu vương quốc của Peach mà vẫn không nhận được gì ngoài một chiếc bánh ngọt khiến chúng ta phải suy nghĩ điều này có thể là một mối quan hệ đơn phương".
Cô đã được đề cử cho "Cyber Vixen của năm" tại Spike Video Game Awards.

### Di sản
Ngày 6 tháng 8 năm 2014, Nintendo tuyên bố tháng 8 là National Peach Month. Một tác phẩm điêu khắc nhại lại video âm nhạc "Wrecking Ball" của Miley Cyrus bao gồm Chain Chomp và Công chúa Peach đã được nghệ sĩ khắc tượng nhỏ Kodykoala thực hiện.
Công chúa được một số nhà báo coi là biểu tượng LGBT. A.V. Club tuyên bố "công chúa trở thành một biểu tượng có lẽ khó xảy ra nhưng vẫn quan trọng". John Walker của Splinter đã mô tả Peach là một "biểu tượng kỳ quặc", nói rằng "Nếu bạn thăm dò ý kiến trong một căn phòng đầy những người đàn ông không thẳng thắn về việc những người phụ nữ mà họ nên coi là 'biểu tượng đồng tính', bạn có thể sẽ nghe thấy rất nhiều Beyoncé, Dolly Parton và Grace Jones. Nhưng có một cái tên mà bạn có thể thấy hoàn toàn không xứng đáng có một vị trí trong danh sách đó: Công chúa Peach". Gay Times liệt kê  Super Princess Peach trong top "9 trò chơi điện tử mà mọi người yêu thích, từ Tomb Raider tới Animal Crossing". Ngày 11 tháng 3 năm 2010, Brightest Young Things đã gọi cô là "Biểu tượng đồng tính của tuần", nói rằng "Đối với nhiều người, cô ấy là bạn gái đầu tiên của bạn ... và chỉ cần giả vờ bạn là quả bom xấu nhất, nóng bỏng nhất có thể nổi, đào sâu 300 feet cát sa mạc và đánh bại mấy con chuột bằng kính mát".
Việc phát hành Peachette trong New Super Mario Bros. U Deluxe đã dẫn đến suy đoán và giả thuyết của người hâm mộ về cách thức hoạt động của sức mạnh Super Crown mới trong vũ trụ Super Mario. Năm 2018, một truyện tranh ngắn "The Super Crown's some spicy new Mario lore" trên DeviantArt và Twitter đã biến Bowser thành một phụ nữ độc ác, nham hiểm giống Peach, lấy tên là Bowsette. Nhân vật này sau đó đã được lan truyền rộng rãi, với Ars Technica viết rằng sự nổi tiếng của Bowsette một phần là do sự tương phản của cô ấy với Công chúa Peach.